# 남해군의 농어촌버스
남해군의 농어촌버스는 경상남도 남해군의 버스를 중심으로 운행하는 대중교통 수단이다. 운영 업체는 남흥여객이 유일하다.

## 요금
2020년 1월 10일 기준 요금이다.
| 종류 | 나이                    | 현금 (원) | 카드 (원) |
| ---- | ----------------------- | --------- | --------- |
| 일반 | 어른 (만 19세 이상)     | 1450      | 1300      |
| 일반 | 청소년 (만 13세 ~ 18세) | 950       | 900       |
| 일반 | 어린이 (만 7세 ~ 12세)  | 700       | 650       |

- 2013년 7월 1일부터 교통카드를 이용해 버스를 승차할 수 있다.
- 읍내구간 및 기본구간은 일반요금기준 150원 기본구간 외 구간은 현금 요금 대비 10% 정률 할인된다. 선불식은 현재 티머니 계열 교통카드만 사용 가능하며 센스패스 카드의 경우 2016년 5월 13일 부로 카드사의 사정으로 사용 중단 조치되어 현재는 사용할 수 없다. 후불형은 국민, 농협, 신한, 롯데 등을 사용하여 결제 가능하다.
- 남해 지역내 36계통 19대 운행되고 있는 농어촌버스, 요금율은 10km까지 기본 요금으로 이용할 수 있으며, 이 거리를 초과할 경우 1km마다 131.82원씩 추가되고 소수점 이하는 절삭한다. 청소년은 20%, 어린이는 50% 할인된다.

## 남해군 차적의 버스 노선

### 공영버스
공영버스는 남해군 읍에만 다니는 버스이다.
| 운행경로                                                       | 시간표                     | 비고 |
| -------------------------------------------------------------- | -------------------------- | ---- |
| 터미널 → 마산→ 내금→ 봉성→ 평현→ 신촌→ 읍→ 곡내→ 선소 → 터미널 | 06:40                      |      |
| 터미널 → 마산 → 내금 → 봉성 → 평현 → 신촌 → 읍 → 터미널        | 07:40, 09:00, 10:30, 18:00 |      |
| 터미널 → 오동 → 아산                                           | 10:00, 14:30               |      |
| 터미널 → 신촌 → 야촌 → 평현 → 봉성 → 내금 → 터미널             | 11:40, 13:20, 15:00, 16:20 |      |
| 터미널 → 곡내 → 선소 → 터미널                                  | 17:30                      |      |

### 군내버스
| 방면          | 경유지 |
| ------------- | --- |
| 상주,미조선   | 이동, 금산입구, 두모, 대량, 금전, 송남, 설리, 상주, 송정, 미조                                                 |
| 보리암선      | 이동, 복곡 |
| 은점,미조선   | 이동, 지족, 동천, 양화금, 물건(독일마을), 은점(해오름예술촌), 미조                                             |
| 은점,양화금선 | 이동, 초양, 문현, 난음, 시문, 봉화, 내산(편백자연휴양림, 나비생태공원), 동천, 물건, 은점(해오름예술촌), 양화금 |
| 가천선        | 동정, 상가북구, 이동, 두곡, 당항, 상가, 서상, 장항, 남면, 항촌, 홍현, 무지개, 가천                             |
| 갈화선        | 대곡, 우물, 정포, 갈화, 대사, 회룡                                                                             |
| 중현선        | 대곡, 중현, 서상, 정포, 우물, 도산, 연죽                                                                       |
| 노량선        | 남양, 왕지, 대사, 덕신, 정태, 봉우, 남양, 노량, 감암                                                           |
| 남치선        | 오곡, 천동, 대사, 남치                                                                                         |
| 이동,창선선   | 초양, 난음, 지족, 수산, 부윤2리, 옥천, 오룡, 가인, 연곡, 동대, 단항                                            |

### 농어촌버스
모두 지족에서 출발한다. 크게 율도행과 수산행으로 구분된다.
- 남해군 농어촌버스 시간표